# 김보미 (1987년)
김보미(1987년 5월 15일 ~ )는 대한민국의 배우이다.

## 삶과 경력
김보미는 경기도 수원시에서 태어났다. 보미라는 이름은 크고(甫) 예쁘게(美) 자라라고 아버지가 지어준 것이다. 형제자매로는 3살 아래의 여동생이 한 명 있다. 김보미는 11살 때부터 발레를 배우기 시작해, 대학도 발레리나를 꿈꾸며 세종대학교 무용학과(발레 전공)에 진학했다. 대학 재학 중이던 2008년 케이블 채널 ETN의 《스타 복제 프로젝트 2%》에 출연하여 우승하면서, 부상으로 엔터테인먼트 회사와의 전속 계약권을 받았다.
같은 해 SBS 드라마 《바람의 화원》을 통해 배우로 데뷔하였다. 그녀는 기생 정향(문채원 분)의 몸종 막년이 역으로 출연하였는데, 개죽이를 닮은 눈웃음으로 누리꾼들의 주목을 받았다. 이후 영화 《고사 두 번째 이야기: 교생실습》, 《써니》에 출연하였다. 그녀가 미스코리아를 꿈꾸는 소녀 복희 역으로 출연한 영화 《써니》는 700만 관객을 기록하였다. 2011년에는 SBS 일일드라마 《내 딸 꽃님이》에 꽃님이의 단짝 친구 주홍단 역으로 출연하였다. 2019년 KBS 2TV 수목드라마 《단,하나의 사랑》에서 발레리나 금니나 역을 맡았다.

## 출연 작품

### 드라마
| 연도      | 방송               | 제목             | 역할            | 비고     |
| --------- | ------------------ | ---------------- | --------------- | -------- |
| 2008      | SBS                | 바람의 화원      | 막년이          | 20부작   |
| 2011~2012 | SBS                | 내 딸 꽃님이     | 주홍단          | 131부작  |
| 2013      | SBS                | 주군의 태양      | 선영            | 17부작   |
| 2013      | MBC                | 구가의 서        | 담이            | 특별출연 |
| 2013      | tvN                | 빠스껫 볼        | 미숙            | 18부작   |
| 2013      | SBS                | 별에서 온 그대   | 민아            | 21부작   |
| 2013      | 저장 위성 텔레비전 | 해피누들         | 서옥정          | 40부작   |
| 2014      | SBS                | 닥터 이방인      | 김치규의 여동생 | 특별출연 |
| 2014      | tvN                | 마이 시크릿 호텔 | 허영미          | 16부작   |
| 2015      | SBS                | 냄새를 보는 소녀 | 편의점 알바녀   | 특별출연 |
| 2015      | KBS2               | 어셈블리         | 송소민          | 20부작   |
| 2016      | OCN                | 동네의 영웅      | 소미            | 16부작   |
| 2017      | JTBC               | 맨투맨           | 박송이          | 16부작   |
| 2017      | JTBC               | 어쩌다 18        | 오이도          | 10부작   |
| 2018      | MBC                | 데릴남편 오작두  | 방정미          | 24부작   |
| 2018      | Olive              | 은주의 방        | 박유진          | 12부작   |
| 2019      | 옥수수             | 너 미워! 줄리엣  | 이영주          | 웹드라마 |
| 2019      | KBS2               | 단, 하나의 사랑  | 금니나          | 32부작   |

### 영화
| 연도 | 제목                          | 역할                   | 비고          |
| ---- | ----------------------------- | ---------------------- | ------------- |
| 2010 | 고사 두 번째 이야기: 교생실습 | 경희                   |               |
| 2011 | 써니                          | 어린 류복희            | (김선경 아역) |
| 2012 | 나의 PS 파트너                | 윤미                   |               |
| 2014 | 백프로                        | 이화                   |               |
| 2014 | 브라우니                      | 나빙빙                 |               |
| 2017 | 불한당: 나쁜 놈들의 세상      | 오세안무역 광고 미녀 2 |               |

## 그 외 활동

### 기타
- 2008년 ETN 《스타 복제 프로젝트 2%》
- 2013년 SBS E! 《스타레시피》
- 2025년 MBC TV 《아임 써니 땡큐》

### 뮤직 비디오
- 2011년 〈O.K.〉 (B1A4)

## 가족 관계
- 배우자 : 윤전일 (1987년 2월 6일 ~ )
  - 아들 : 윤리우 (2020년 12월 3일 생)
  - 딸 : 윤리아 (2025년 1월 10일 생)